# Cosmia cara
Cosmia cara är en fjärilsart som beskrevs av Butler 1881. Cosmia cara ingår i släktet Cosmia och familjen nattflyn. Inga underarter finns listade i Catalogue of Life.